# Zadąbrów
Zadąbrów [pronunciación en polaco: /zaˈdɔmbruf/] es un pueblo ubicado en el distrito administrativo de Gmina Wieniawa, dentro del Condado de Przysucha, Voivodato de Mazovia, en el este de Polonia central. Se encuentra aproximadamente a 9 kilómetros al noreste de Wieniawa, a 20 kilómetros al este de Przysucha, y a 90 kilómetros al sur de Varsovia.